# ᶄ
ᶄ, appelé k crochet palatal, est une lettre latine utilisée auparavant dans l'alphabet phonétique international, rendu obsolète en 1989, lors de la convention de Kiel.

## Utilisation
La lettre ᶄ était utilisée pour représenter une occlusive vélaire sourde palatalisée. Après 1989, la lettre est changée pour kʲ.

## Représentations informatiques
Le k crochet palatal peut être représenté avec les caractères Unicode suivants : 
- précomposé (Alphabet phonétique international, diacritiques) :

| formes    | représentations | chaînes de caractères | points de code | descriptions                              |
| --------- | --------------- | --------------------- | -------------- | ----------------------------------------- |
| minuscule | ᶄ               | ᶄ                     | U+1D84         | lettre minuscule latine k crochet palatal |

- décomposé et normalisé NFD (Alphabet phonétique international, diacritiques) :

| formes    | représentations | chaînes de caractères | points de code | descriptions                                          |
| --------- | --------------- | --------------------- | -------------- | ----------------------------------------------------- |
| minuscule | k̡               | k◌̡                    | U+006B U+0321  | lettre minuscule latine k diacritique crochet palatal |